# 장석조
장석조(張晳朝), 1961년 ~)은 제49대 전주지방법원장을 역임한 법조인이다.

## 생애
1961년 서울시에서 태어나 휘문고등학교와 고려대학교 법학과를 졸업하고 제25회 사법시험에 합격하여 제15기 사법연수원을 수료했다. 서울민사지방법원 판사에 임용된 이후 대전고등법원 판사, 헌법재판소 헌법연구관, 대법원 재판연구관을 거쳐 대전지방법원 천안지원 부장판사, 헌법재판소 헌법연구부장, 서울중앙지방법원 부장판사, 대전고등법원 수석부장판사, 서울고등법원 부장판사를 역임하는 등  민사, 형사, 행정, 헌법재판소 근무 등 주요 분야를 두루 거쳤으며, 집행절차에 있어서의 채무자 보호, 판결의 편취와 절차적 기본권, 우리 헌법상 절차적 기본권, 조세법상 실질과세원칙의 적용한계, 헌법과 민사소송법, 민사재판과 헌법적 판단, 재판받을 권리의 헌법상 보장 등 다수의 논문을 발표하여 2008년에 한국법학원 법학논문상을 받았다.

## 주요 판결
- 대전지방법원 제1형사부 재판장으로 재직하던 2003년 12월 5일에 1999년 1월 7일과 9일 이종기 변호사가 "판,검사 등에게 대가성 소개비를 지급했다"는 등의 허위 보도로 이종기 변호사의 명예를 훼손하고 업무를 방해한 혐의로 기소되어 1심에서 징역 4-8월 집행유예 1-2년, 사회봉사명령 120시간 등을 선고받은 대전MBC 기자들에 대한 항소심에서 "1999년 1월 9일 보도내용중 당시 판,검사들이 이종기 변호사로부터 떡값이나 전별금을 받았지만 뒷거래를 없었던 만큼 미필적이라도 허위에 해당한다"고 하면서도 "수사기관이 아닌 언론이 정확한 사실을 가려내기 힘든 점과 이종기 변호사에 대한 개인적인 원한이 없는 점으로 미뤄 비방한 것으로 볼수 없다"며 일부 무죄를 선고하면서 "당시 보도가 법조계의 전관예우라는 잘못된 관행을 지적하고 보도 이후 법조계에서 이같은 관행이 해소된 점과 국민의 알권리 등 언론의 공익적기능 등을 고려했다"며  원심판결을 파기하고 강모씨에게 벌금 500만원과 고모씨, 석모씨에게 벌금 700만원을 각각 선고하면서 김모씨에게는 무죄를 선고했다.[1]

- 서울고등법원 행정8부 재판장으로 재직하던 2014년 9월 28일에 이호진 태광그룹 회장이 제기한 증여세 부과 처분 취소소송에서 원심을 깨고 "강남세무서장 등 15개 관서장이 고지한 각 증여세 139억원의 부과를 취소한다"며 원고 승소판결했다.[2] 12월에 이마트, 롯데마트, 홈플러스 등 대형마트 6곳이 서울 동대문구와 성동구를 상대로 낸 영업시간제한 등 처분 취소소송에서 "영업시간을 제한하고 의무휴업일을 지정하는 방법으로 달성되는 전통시장 보호 효과가 뚜렷하지 않고 아직까지 논란이 있다"고 하면서 원고 승소판결했다. 하지만 대법원에서 1심 판결을 인정하여 파기하여 서울고등법원으로 환송했다.[3]